# Альфред Бізанц
Альфре́д Біза́́нц (15 листопада 1890, Дорнфельд, нині с. Тернопілля — 1951, Владимирський централ, м. Владимир або смт Потьма, Росія) — український військовий діяч. Підполковник УГА та полковник Армії УНР й Абверу. Очільник Військової Управи «Галичина», яка здійснила організаційні заходи по формуванню Дивізії «Галичина».

## Життєпис

### Походження, освіта
Народився 15 листопада 1890 року в Дорнфельді, який, за даними Географічний словник Польського Королівства, на початку 1880-х років був німецькою колонією, а на думку Кіма Науменка — селом (нині — с. Тернопілля Миколаївського району Львівської області, Україна). За походженням — галицький німець. Добре володів українською мовою, знав місцеві звичаї, традиції.
Навчався в сільській школі, а згодом у Львівській гімназії[яка?]. У 1910 році закінчив Львівську кадетську школу (нині — Академія сухопутних військ імені гетьмана Петра Сагайдачного) і за три роки вступив до Військової академії Генерального штабу Австро-Угорської армії, яку закінчив достроково у зв'язку з початком Першої світової війни. З 1914 року перебував на Балканах (італійський фронт).

### Визвольні змагання
З листопада 1918 року — командант (командир) 7-ї Львівської бригади УГА, групи військ «Південь». У березні 1919 року бригада Бізанца відзначилась у ході Вовчухівської операції.
Як отаман УГА — учасник державної наради ЗУНР, яка 2 червня 1919 р. відбулася в Бучацькому монастирі оо. Василіян і на якій відстоював необхідність проведення контрнаступу на фронті, запевняючи про його успіх. 7 червня 7-ма Львівська бригада УГА розпочала Чортківський наступ 1919 р. (зокрема, брала безпосередню участь у визволенні Бучача). Був одним з організаторів і реалізаторів Чортківської офензиви, командував пробоєвою групою під Бережанами.
За дії бригади під час цієї операції Бізанцу було присвоєно звання підполковник. Потім почав служити в Генеральному штабі Армії УНР. У серпні 1919 р. його частина успішно діяла під час наступу об'єднаних українських армій на Київ.

Альфред Бізанц у формі Міністерства окупованих східних територій нацистської Німеччини.

У січні 1920 року підрозділ Бізанца у складі частин Української Галицької Армії, внаслідок епідемії тифу і повної відсутності боєприпасів потрапив у критичне становище, був змушений перейти на службу в Червону Українську галицьку армію.
24 квітня 1920 року група військ під командуванням Бізанца вийшла зі складу ЧУГА і, прорвавши польську лінію фронту в районі Махнівки, вирушила на з'єднання з частинами Армії УНР.
Після угоди Польщі з московським урядом, військо УНР і полковник А. Бізанц були інтерновані поляками, і він перебував у таборі в Каліші.

### Друга світова війна
1921 року, після звільнення з табору, Альфред Бізанц повернувся додому в рідне село й займався землеробством, фахом своїх батьків, у власному фільварку. Підтримував товариські стосунки з українськими комбатантами, був споріднений з кількома українськими родинами.
Після окупації Польщі в жовтні 1939 року перейшов на німецький бік, прибув до Кракова та зголосився до німецької армії. Під час формування адміністративного апарату в Генеральній Губернії в 1940—1941 рр. був референтом українських справ у підвідділі населення та суспільної опіки в управлінні Генеральної Губернії у Кракові, начальником відділу соціального забезпечення українського населення Генеральної губернії, а в 1941—1944 рр. — дистрикту «Галичина», сприяв звільненню 1500 українських військово-полонених з концтабору «Цитадель» у Львові. З осені 1941 року — голова такого підвідділу в уряді галицького губернатора у Львові. На цих постах багато допомагав українцям і був дорадником німецьких чиновників, зокрема, губернатора Вехтера в українських справах.
У роки Другої світової війни — полковник абверу; призначений адміралом Вільгельмом Канарісом відповідальним за зв'язок з ОУН.
Після засудження митрополитом УГКЦ Андреєм Шептицьким масового знищення єврейського (жидівського) населення Галичини як «фахівець з українського питання» разом з Гансом Кохом, Отто Вехтером відвідав владику з метою «урезонити» непокірного пастира. Старий предстоятель насварив «відвідувачів» — у відповідь прозвучали закиди «спадковому графу в неввічливості».
У 1943 році на доручення Отто Вехтера полковник Бізанц став начальником (головою) Військової Управи «Галичина», яка здійснила організаційні заходи з формування Дивізії «Галичина», був її головою до кінця війни. Протягом Другої світової війни — референт з українських справ в Управлінні Генеральної Губернії.
Влітку 1945 року почав шукати власну дружину, дістався до радянської зони окупації, де восени був заарештований радянськими спецслужбами («Смерш») у Відні; переданий Польщі, засланий в Мордовію СРСР у концтабір у Потьмі (до 1949 р.).
Зі спогадів Омеляна Польового: 
| До червня 1947 року я сидів у смертній камері Лук'янівської тюрми. Після відміни смертної кари зі мною ще сидів Бізанц — учасник визвольної війни 1917—1921 років і організатор дивізії «Галичина». |
Пізніше Бізанц опинився у Владимирському централі, де за саботаж робіт був засуджений до розстрілу. Розстріляний 1951 року. За іншими даними, відправлений до Потьми, де за вироком суду страчений.

## Нагороди
- Пам'ятний хрест 1912/13
- 2 срібних і бронзова медаль «За військові заслуги» (Австро-Угорщина) з мечами
- Хрест «За військові заслуги» (Австро-Угорщина) 3-го класу з військовою відзнакою і мечами
- Військовий Хрест Карла
- Залізний хрест 2-го і 1-го класу
- Хрест Симона Петлюри
- Почесний хрест ветерана війни з мечами